# Marcetelli
Marcetelli är en ort och kommun i provinsen Rieti i regionen Lazio i Italien. Kommunen hade 73 invånare (2018).